# デンジャラスな妻たち
『デンジャラスな妻たち』（原題: Mad Money）は、2008年のアメリカ合衆国の映画作品。

## キャスト
| 役名             | 俳優                           | 日本語吹替 |
| ---------------- | ------------------------------ | ---------- |
| ブリジット       | ダイアン・キートン             | 野村須磨子 |
| ニーナ           | クイーン・ラティファ           | 高乃麗     |
| ジャッキー       | ケイティ・ホームズ             | 木下紗華   |
| ドン             | テッド・ダンソン               | 仲野裕     |
| グローヴァー     | スティーヴン・ルート           | 御園行洋   |
| ブライス         | クリストファー・マクドナルド   | 桝谷裕     |
| ボブ             | アダム・ローゼンバーグ         | 古宮吾一   |
| バリー           | ロジャー・クロス               | 高橋圭一   |
| ミンディ         | ミーガン・フェイ               | 新田万紀子 |
| ショーン         | フィネス・ミッチェル           | 松平真之介 |
| マンデルブロット | J・C・マッケンジー             | 小柳基     |
| カウンセラー     | デニース・リー                 | 林りんこ   |
| セリーナ         | シルヴィア・カストロ・ギャラン | 永木貴依子 |